# William Beckmann (músico)
William Beckmann (22 de junio de 1995) es un cantautor estadounidense de música country originario de Del Rio, Texas. Ha destacado por fusionar el country tradicional, incorporando elementos del red dirt (country sureño), la música tejana y sonidos fronterizos, así como matices de pop clásico. Sus interpretaciones se caracterizan por una voz de barítono al estilo de los crooners de antaño, y suele cantar tanto en inglés como en español, reflejando sus raíces mexicano-estadounidenses en su repertorio. Tras ganar notoriedad en la escena musical de Texas con giras regionales y la publicación independiente de cuatro EP, Beckmann firmó con Warner Music Nashville y lanzó su álbum debut de estudio Whiskey Lies & Alibis en junio de 2025.

## Primeros años
Beckmann nació y creció en la localidad fronteriza de Del Rio, en el sur de Texas, en el seno de una familia de origen mexicano. Sus abuelos paternos son originarios de Chihuahua (México), por lo que desde niño fue bilingüe y estuvo expuesto a una mezcla de culturas a ambos lados de la frontera. En su infancia alternó la música country que escuchaba en casa con los sonidos del mariachi, la música norteña e incluso banda que sonaban en las emisoras en español de la región. Esta educación musical bicultural forjó su identidad artística: Beckmann ha mencionado que incluir canciones en español en sus presentaciones es su manera de honrar su herencia hispana y representar a su comunidad dentro del género country. De niño aprendió a tocar piano, guitarra y armónica, y en la adolescencia formó parte de una banda local de covers de rock clásico, lo que le dio sus primeras experiencias sobre el escenario.
Desde joven contó con el apoyo y mentoría de músicos texanos reconocidos. Mientras cursaba la preparatoria tuvo la oportunidad de conocer al cantautor Radney Foster (también originario de Del Rio), quien lo guio en el oficio de la composición de canciones y le enseñó a pulir su estilo narrativo. Asimismo, Beckmann cita entre sus ídolos musicales a figuras legendarias del country como George Strait, George Jones, Roy Orbison, Johnny Cash, Waylon Jennings y Willie Nelson, junto a iconos del pop tradicional como Elvis Presley y Frank Sinatra, además de artistas del ámbito latino como el charro mexicano Vicente Fernández,  los cuales influyeron en su sonido. Esta combinación de referentes explica la propuesta de Beckmann, que amalgama la sensibilidad del country clásico estadounidense con la pasión y melodía de la música ranchera y texana.

## Carrera musical
En 2017, Beckmann se mudó a Nashville, Tennessee, para perseguir una carrera profesional en la industria musical. Su primer lanzamiento discográfico fue el EP Outskirts of Town, publicado de forma independiente el 21 de noviembre de 2018. La buena recepción de este material en la escena regional de Texas le permitió firmar un contrato editorial con Warner Chappell Music a finales de 2019, sentando las bases para su desarrollo como compositor. Tras continuar de gira por el circuito de bares y salones de baile tejanos, Beckmann lanzó en 2022 un segundo EP titulado Faded Memories (29 de abril de 2022). Este trabajo incluyó “Bourbon Whiskey”, una melodía de tono nostálgico que se convertiría en una de sus canciones emblemáticas, así como una versión en español del clásico “Volver, Volver” de Fernando Maldonado, canción popularizada por Vicente Fernández, y un cover de “I’m on Fire” de Bruce Springsteen. El sencillo principal del EP, “Follow”, junto con temas como “In the Dark” y la ya mencionada Bourbon Whiskey, ayudaron a ampliar su base de seguidores en plataformas digitales y en las radios locales.
A inicios de 2023, Beckmann alcanzó un hito importante en su carrera al debutar en el Grand Ole Opry de Nashville, uno de los escenarios más prestigiosos de la música country en Estados Unidos. Su presentación tuvo lugar el 3 de marzo de 2023, donde interpretó “Bourbon Whiskey” y una sentida versión bilingüe de “Volver, Volver”, ganándose una ovación del público. La actuación de este tema ranchero en el Opry –poco habitual en ese recinto– se volvió viral, superando los 3,5 millones de vistas en el canal oficial del Opry en YouTube. En agosto de 2023, Beckmann lanzó de forma independiente un tercer EP titulado Here’s To You, Here’s To Me. (4 de agosto de 2023). Este proyecto conceptual, descrito por el propio artista como un “álbum de desamor”, se compuso de siete canciones inéditas en las que exploró temáticas de ruptura y arrepentimiento amoroso. La canción “Tennessee Drinkin’”, extraída de este EP, se volvió especialmente popular y alcanzó el Top 20 en la radio regional de Texas, prolongando así la racha de sencillos exitosos de Beckmann en su estado natal.
Gracias al creciente impulso de su carrera –impulso fortalecido tanto por su presencia en redes sociales como por sus giras constantes–, en agosto de 2024 Beckmann anunció su fichaje por el sello major Warner Music Nashville. Esta alianza con una discográfica de alcance nacional marcó el inicio de una nueva etapa. Bajo el amparo de Warner, Beckmann lanzó su primer álbum de larga duración, Whiskey Lies & Alibis, el 20 de junio de 2025. El disco fue producido por Jon Randall (conocido por su trabajo con artistas country consagrados) e incluyó doce canciones, de las cuales ocho fueron coescritas por el propio Beckmann. El álbum ofrece una colección de temas que recorren los matices del country tradicional, capturando “el escozor de un amor perdido y la claridad que viene después” según la descripción del cantautor. Whiskey Lies & Alibis estuvo precedido por varios sencillos promocionales, entre ellos “Not That Strong”, “Borderline Crazy”, “Starting Over Again” y “Honky Tonk Blue”, lanzados entre 2024 y 2025. La publicación de este álbum significó el debut de Beckmann en las grandes ligas de Nashville, consolidando su posición como una de las voces emergentes a seguir dentro del género.

## Colaboraciones
A lo largo de su trayectoria, William Beckmann ha colaborado y compartido escenario con múltiples figuras de la música country y texana. Desde sus inicios fue apadrinado por artistas como Radney Foster y la Randy Rogers Band, quienes lo invitaron a abrir conciertos y le brindaron exposición ante nuevos públicos. También ha sido telonero en giras de destacados músicos de la escena, como el cantautor Parker McCollum, el grupo Flatland Cavalry, el intérprete retro Charley Crockett, la banda Midland e incluso el legendario Hank Williams Jr., entre otros. Estas experiencias de gira le permitieron a Beckmann afianzar sus dotes escénicas y conectarse con audiencias tanto del circuito indie tejano como del mainstream country nacional.
En el aspecto creativo, Beckmann ha colaborado con compositores de renombre en Nashville para enriquecer su propuesta musical. En la composición de Whiskey Lies & Alibis trabajó junto a autores reconocidos como Jessi Jo Dillon, Jesse Frasure y Rhett Akins, entre otros, con quienes coescribió la mayoría de los temas del álbum. Esta apertura a coautorías le ha permitido combinar su perspectiva personal con la experiencia de escritores veteranos, dando como resultado canciones pulidas que conservan su sello tradicional a la vez que son accesibles a nuevas audiencias.
Fuera del estudio, Beckmann ha logrado hitos importantes en directo: ha llenado en repetidas ocasiones el afamado Gruene Hall (la sala de baile más antigua de Texas) y en 2023 encabezó un concierto en el mítico Billy Bob’s Texas de Fort Worth, considerado “La Meca del rodeo y la música country”. Tales logros, poco comunes para un artista de su generación, subrayan su creciente impacto en la escena country regional.

## Discografía
Álbumes de estudio
- Whiskey Lies & Alibis – Warner Music Nashville (2025)

EP (Extended Plays)
- Outskirts of Town – Highway 90 Records (2018)
- Faded Memories – Highway 90 Records (2022)
- Here’s To You. Here’s To Me – Highway 90 Records (2023)
- Live from Cheatham Street (en vivo) – Highway 90 Records (2023)

Sencillos principales
- “Someday” (2020)
- “Bourbon Whiskey” (2021)
- “In the Dark” (2021)
- “I’m on Fire” (2021, versión de Bruce Springsteen)
- “Follow” (2022)
- “Danced All Night Long” (2022)
- “Blue Christmas” (2023)
- “Tennessee Drinkin” (2023)
- “Not That Strong” (2024)
- “Borderline Crazy” (2024)
- “White Christmas / Ven a Mi casa esta navidad” (2024)
- “Starting Over Again” (2025)
- “Honky Tonk Blue” (2025)
- “Game I Like to Play” (2025)

## Reconocimientos
Aunque su carrera aún es incipiente en el ámbito nacional, William Beckmann ha comenzado a recibir nominaciones y elogios en la industria musical. En 2023 fue finalista en la categoría de Artista Masculino del Año en los Texas Country Music Awards, reflejando su prominencia en la escena regional texana. Sus producciones independientes también han atraído la atención de la crítica especializada: el EP Faded Memories (2022) fue bien recibido y obtuvo reseñas positivas en medios como American Songwriter, Billboard y CMT, entre otros. Asimismo, su debut en el Grand Ole Opry y su posterior contratación por una disquera de Nashville fueron señalados como hitos importantes que auguran un futuro prometedor en su carrera.
En su ciudad natal de Del Rio y sus alrededores, Beckmann es considerado un orgullo local. En reconocimiento a su rápido ascenso, las autoridades del condado de Val Verde proclamaron el 3 de marzo de 2023 como el “Día de William Beckmann”, coincidiendo con la fecha de su debut en el Opry, para homenajear su representación de la comunidad en el panorama musical nacional. Este tipo de homenajes subraya el apoyo de su base de seguidores locales y el impacto simbólico que tiene su éxito para la región fronteriza de donde proviene.